# 鳥山中町
鳥山中町（とりやまなかちょう）は、群馬県太田市にある地名（町丁）。郵便番号は373-0062。

## 概要
鳥之郷地区にある町丁。

## 地理

### 近隣町丁
- 鳥山上町
- 新野町
- 鳥山下町
- 鳥山下町

## 世帯数と人口
2022年（令和4年）3月31日現在の世帯数と人口は以下の通りである。
| 町丁     | 世帯数  | 人口   |
| -------- | ------- | ------ |
| 鳥山中町 | 543世帯 | 1282人 |

## 交通

### 鉄道
町内に鉄道は通っていない。

### 道路
- 群馬県道78号太田大間々線

## 施設
- セブンイレブン鳥山中町店